# Cossack (motorfiets)
Cossack is de merknaam waaronder de meeste motorfietsen uit de voormalige Sovjet-Unie in Groot-Brittannië verkocht werden. 
Het ging om de modellen uit Kiev (Dnepr), Minsk (MMVZ), Kovrov (Kovrovets), Irbit (Oeral), Izjevsk (IZj), Lvov, Verchovina en Riga (Sarkanā Zvaigzne, Spiriditis en Rīga).